# Stomatanthes meyeri
Stomatanthes meyeri là một loài thực vật có hoa trong họ Cúc. Loài này được R.M.King & H.Rob. miêu tả khoa học đầu tiên năm 1975.